# フェルディナント・ライヒ

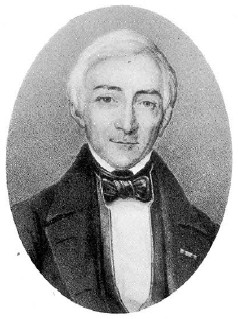
フェルディナント・ライヒ

フェルディナント・ライヒ(Ferdinand Reich、1799年2月19日-1882年4月27日)は、ドイツの化学者で、1863年にテオドール・リヒターとともにインジウムを発見した。

## 人物・生涯
ライヒは、ベルンブルクで生まれ、フライベルクで死去した。色盲であるかまたは白と黒のみ識別可能であったため、リヒターをパートナーとしていた。リヒターは、彼らの実験の生成物の色を確認する役割だった。
ライヒとリヒターは、フライベルク鉱山大学でインジウムを単離した。

## 関連文献
- Reich, F.; Richter, T. (1863). “Ueber das Indium”. Journal für Praktische Chemie 90 (1):  172–176. doi:10.1002/prac.18630900122.
- Reich, F.; Richter, T. (1864). “Ueber das Indium”. Journal für Praktische Chemie 92 (1):  480–485. doi:10.1002/prac.18640920180.
- Weeks, Mary Elvira (1932). “The Discovery of the Elements: XIII. Some Spectroscopic Studies”. Journal of Chemical Education 9 (8):  1413–1434. Bibcode: 1932JChEd...9.1413W. doi:10.1021/ed009p1413. - subscription required